# Bladh by Bladh
Bladh by Bladh är ett svenskt bokförlag. Det startades 2010 av Annika Bladh, som tidigare varit verksam inom bland annat Norstedts förlag.
Bland författare som har utkommit på förlaget kan nämnas Jakob Christensson, Kristian Lundberg, Kajsa Ingemarsson, David Eberhard och Peter Luthersson.